# Lerma-Querzahnmolch
Der Lerma-Querzahnmolch (Ambystoma lermaense), auch Lermasee-Querzahnmolch oder Lermasee-Salamander genannt, ist ein extrem seltener Vertreter aus der mexikanischen Familie der Querzahnmolche (Ambystomatidae) und verwandt mit dem Axolotl. Diese Art wurde erstmals 1940 vom US-amerikanischen Herpetologen Edward Harrison Taylor beschrieben.

## Beschreibung
Der Lerma-Querzahnmolch ist ein hochspezialisierter Salamander, der mit verbleibenden Körpermerkmalen des Larvenstadiums geschlechtsreif wird (vergleiche: Neotenie). Die erwachsenen Tiere erreichen eine Länge von 16,3 bis 25,1 Zentimeter, wobei je die Hälfte auf die Kopf-Rumpf-Länge und den Schwanz entfallen. Der Kopf ist stark abgeflacht und besitzt auf beiden Seiten drei mittelgroße Kiemenbüschel, die eine rotviolett-braune Färbung aufweisen. Der Körper ist schwarz mit einem purpurnen Schimmer.

## Vorkommen und Gefährdung
Die Heimat der Art sind der Rio Lerma und der Lago de Lerma östlich von Toluca im Zentralhochland von Mexiko in einer Höhe von 2800 bis 3000 Metern über NN.
Durch Trockenlegung von Sümpfen ging die Wasserfläche des Lermasees allerdings so weit zurück, dass er heute nur noch in Resten erhalten ist. Dies führte zum lokalen Aussterben des Salamanders. Verschmutzung und Eindeichung des Rio Lerma entlang der Dörfer Tenango, Santa Maria, Jajalpa und San Pedro hatten zudem katastrophale Folgen für weitere Populationen, so dass die Art beispielsweise auch in der Region Almoloya verschwand. Die starke Wasserverschmutzung begünstigte außerdem Parasitenbefall durch Helminthen (Eingeweidewürmer), was die Sterblichkeit nochmals erhöhte. Des Weiteren galt das Tier bei den Einwohnern aus der Umgebung des Lago de Lerma als Delikatesse und wurde oft auf den Fischmärkten in Toluca lebend angeboten.
Hoffnungen, dass die Art in weiteren Gegenden des Toluca-Tals vorkommt, haben sich bisher nicht bestätigt.
Der Lerma-Querzahnmolch steht im Anhang II des CITES-Abkommens. 1996 wurde er von der IUCN als „critically endangered“ (vom Aussterben bedroht) eingestuft. Seit 2015 gilt die Art als „stark gefährdet“ (endangered).